# Rádio Blaník Oldies
Rádio Blaník Oldies (do začátku března 2024 Oldies Radio)  je česká rozhlasová stanice, která se zaměřuje na vysílání převážně angloamerické (v menší míře i české) hudební produkce vznikající v letech 60., 70. a 80. V letech 2002–2021 vysílala na vlnách FM pro Prahu (103,7) a později též Tábor (106,8). Pod názvem Radio Olympic začalo vysílat 16. března 2002 zprvu pouze na pražské frekvenci. Plynule navázalo na původně countryově laděné vysílání radia Melody, změnilo ovšem hudební formát a cílovou skupinu svého vysílání. Od roku 2007 na rozhlasovém trhu vystupovalo pod názvem Oldies radio. 27. února 2021 jej na rádiových FM vlnách nahradilo českobudějovické Rock Radio.

## Historie

### Radio Olympic

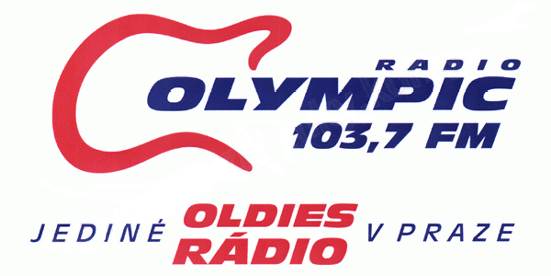
Radio Olympic, logo 2002–2007

Rádio Olympic se začalo formovat začátkem roku 2002 v návaznosti na změnu formátu nepříliš úspěšného country radia Melody (1999–2002), spadající pod společnost První rozhlasová s.r.o. Zprvu byla v lednu 2002 žádost o změnu názvu zamítnuta Radou pro rozhlasové a televizní vysílání s odvoláním, že je název Olympic příliš spjatý se stejnojmennou skupinou. Vlastníci se proto obrátili na hudebníka Petra Jandu, který písemně potvrdil, že proti použití názvu nemá žádných námitek. 16. března 2001 proto začalo vysílat Radio Olympic pod novým názvem, hlavním sloganem stanice bylo heslo: „Radio Olympic, hudba především!“ a žánrově byl formát naplněn hudbou 60. – 90. let. Ředitelem se stal Petr Král, který v rozhovoru pro web radiotv.cz řekl: „Chceme dál rozvíjet a obohacovat hudební podobu stanice zejména o zapomenuté a dlouho nehrané věci, které se zaškatulkovaly svým způsobem do šuplíčku menšinových žánrů…“.  Rádio se orientovalo na posluchače ve věkové hranici 30-69 let.
Rádio Olympic vysílalo v Praze v letech 2002–2003 rockový formát, od roku 2003 se transformovalo na časově omezený „oldies“ formát, hudbu 50. – 60. let. Šlo zejména o angloamerickou produkci a v menší míře českou scénu, v noci vysílalo divadelní a jiné mluvené scénky v češtině. Ve svém vysílání kladlo důraz i na pravidelné pořady a rubriky věnované hudební historii (Hity oblíbené Brity, Hit 2× jinak apod.). Slogan rádia zněl: „Rádio Olympic, jediné oldies rádio v Praze!“ Mezi nejčastější interprety patřili The Beatles, The Rolling Stones, Elvis Presley, Jerry Lee Lewis, Chuck Berry, The Monkees, The Kinks, The Beach Boys, Bob Dylan aj. Staniční upoutávky pro rádio namluvily i některé hudební legendy ze skupin The Byrds (Roger McGuinn), The Yardbirds (Chris Dreja a Jim McCarty) nebo The Hollies (Bobby Elliott).
Za své oblíbené rádio označil Olympic i tehdejší prezident republiky Václav Klaus a poskytl mu exkluzivní rozhovor o vánočních svátcích 2005.

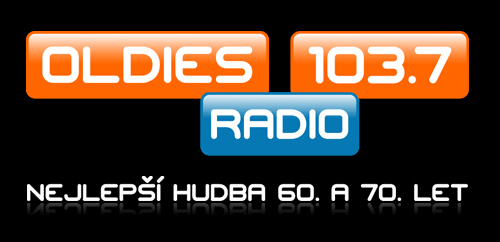
Oldies radio, logo 2007–2012

### Oldies radio
V roce 2007 se za mediální kampaně změnilo zprvu na Oldies radio Olympic, posléze zkráceně pouze na Oldies radio. Změna spočívala ve větší srozumitelnosti názvu a také v posunu cílové skupiny posluchačů (muži 40-59), zatímco Olympic vysílal hudbu 50. – 60. let, Oldies se posunulo do éry 60. – 70. let. Jeho slogan zněl: "Klasické hity 60. a 70. let!", poté "Nejlepší hudba 60. a 70. let". Brzy byl hudební formát rozšířen i na dekádu 80. let s interprety, kteří stylově navazují na předešlé éry jako Police, Genesis, Paul McCartney, Traveling Wilburys, Dire Straits nebo Tom Petty. S tím proběhly související změny (logo, slogan, jingly), moderátorské zázemí ani vedení se v rádiu nezměnilo. Majitel Petr Dvořák obsah vysílání charakterizoval slovy: „Je samozřejmě ve svém záběru přirozeně vymezen rustikálním popem Blaníku a hard and heavy agrorockem Beatu. Ambicí Oldies Radia Olympic je oslovit spíše muže ve věku 40 až 59 let produktem, který bych pracovně nazval metropolitní, či ještě spíše „Post-totalitní Urban feelgood radio“. Autory hudebního programu byli Karel Oubrecht a Michal Holý.
Od roku 2010 rádio vysílalo i v Táboře (106,8 FM). Obsah vysílání byl jednotný pro obě frekvence s výjimkou zpravodajství a kulturních víkendových tipů, které byly vysílané rozděleně pro oba regiony. V září 2012 změnilo Oldies image s novým logem a novými webovými stránkami, kam přibyla např. možnost posluchačům psát blogy. Rádio spustilo také mobilní aplikaci poslechu s možností číst informace o právě hrajícím interpretovi.
Staničním hlasem Oldies Radia je herec Aleš Procházka, současným sloganem je: „Nejlepší hudba 60., 70. a 80. let!“. Rádio sídlí na adrese Bělehradská 299 na Praze 2.

### Odchod z FM
V lednu 2021 schválila Rada pro rozhlasové a televizní vysílání změnu názvu stanice na Rock Radio. Zdánlivě formální změna ve skutečnosti znamenala nahrazení Oldies radia v analogovém FM vysílání již fungující stanicí Rock Radio z Českých Budějovic (zastupovanou stejnou rozhlasovou společností Media Bohemia). Dosavadní Oldies radio tak zmizelo z pražského rozhlasového éteru (FM) a přesunulo se na internet jako Oldies radio online. Současně se změnou spustila stanice nové webové stránky, mírně upravila vysílací časy moderovaných frekvencí (6–10, 13–18). 1. října 2021 ukončilo moderované vysílání a začalo nabízet pouze hudební proud bez reklam.  

### Blaník Oldies
Od 1. března 2024 se dosavadní stanice přejmenovala na Rádio Blaník Oldies. Stránky rádia pod původním názvem zůstávaly ke 4. březnu v provozu, zde umístěný přehrávač však již odkazoval na vysílání pod novým označením. Na stránkách Rádia Blaník (které stejně jako Rock Radio a původní Oldies Radio patří do skupiny Media Bohemia) bylo k tomuto datu k dispozici vysílání tří rádií: Rádia Blaník, Rádia Blaník CZ a Rádia Blaník Oldies.

## Pravidelné pořady
- 60. léta po šesté (hudba této dekády, hity i méně známé skladby)
- 70. léta po sedmé (hudba této dekády, hity i méně známé skladby)
- 80. léta po osmé (hudba této dekády, hity i méně známé skladby)
- Hudební knihovna (pozadí vzniku více než 500 oldies hitů)

Ve všední den rádio nabízelo každou hodinu (ráno každou půlhodinu) aktuální zpravodajství (6:00 – 11:00, 14:00 – 18:00), o víkendech připravovali redaktoři kulturní a společenskou rubriku Víkendové tipy. Moderátoři často nabízeli také soutěže o kulturní projekty (nová CD, DVD, vstupenky na koncerty, do kin, divadel apod.), vždy v nějaké návaznosti na profil rádia. Podle průzkumu poslechovosti Radioprojekt (2012) poslouchalo Oldies radio 59.000 posluchačů týdně.

### Starší pořady

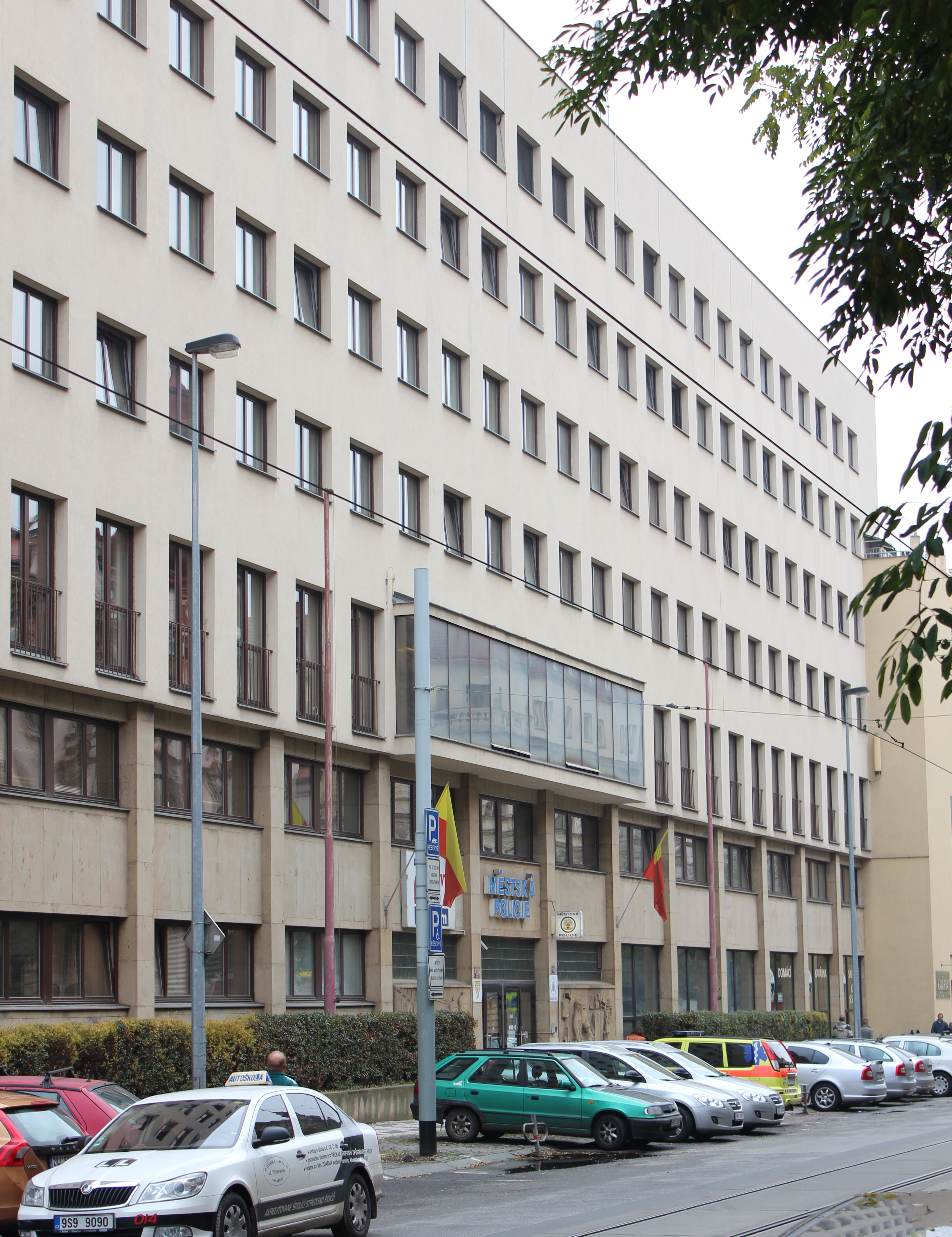
Sídlo Oldies radia v letech 2001–2019, Praha, Korunní 98

- Hity oblíbené Brity (pořad o úspěšných britských hitech 60. let)
- Oldies chuťovka (zapomenutá písnička očima publicisty Jaroslava Císaře)
- Hit 2× jinak (stejná píseň v podání dvou interpretů)
- Oldies archiv (české hudební legendy jako Petr Janda, Marta Kubišová, Michal Prokop, Karel Černoch, Eva Pilarová, Naďa Urbánková, Jiří Suchý, Pavel Sedláček, Viktor Sodoma aj. vybírají své oblíbené skladby)
- 5 z 50. před pátou (pět hitů 50. let za sebou)

## Internetové vysílání
Internetové vysílání lze naladit např. na serveru radia.cz.

## Moderátoři
- Ivo Alač
- Jakub Alexa
- Lukáš Berný
- Marek Černoch
- Marek Čihák
- Michal Holý (též programový ředitel rádia)
- Karel Janů (též programový ředitel rádia)
- David Jošt
- Vladimír „Kosťa“ Kostínek
- Petr Král (též ředitel rádia)
- Adam Lešikar
- Lenka Mahdalová (též programová ředitelka rádia)
- Tomáš Morávek
- Mirka Roubíková
- Robert Sättler
- Jiří Svátek
- Josef Šrámek
- Jakub Urban
- Martin Urbánek
- Šárka Váňová

ad.

### Zpravodajství (2002–2021)
Radek Barkman, Jana Čechová, Lucie Daňková, Dana Demeterová, Martin Hlaváček, Yvona Jelénková, Aleš Kohout, Petr Kouba, Adéla Kukrálová, Ondřej Látal, Marcela Mikesková, Lenka Monoszon, Eva Rajlichová, Lenka Rezková, Daniel Rojan, Petra Slancová, Vojtěch Šafář, Kristýna Šimánková, Petra Štefková, Kateřina Trnková, Veronika Tkaczyková, Zdeněk Vesecký, Jan Veselka, Jana Veselovská, Lucie Vitvarová, Karolína Zikmundová ad.